# Kirsten Flipkens
Kirsten «Flipper» Flipkens (Geel, Bèlgica, 10 de gener de 1986) és una tennista professional belga retirada.
En el seu palmarès consten un títol individual i set en dobles femenins del circuit WTA professional. Aquests resultats li van permetre arribar al tretzè lloc del rànquing individual i al 23è del rànquing de dobles femenins. També va guanyar tretze títols individuals i dos de dobles femenins en el circuit ITF. El seu millor resultat és haver estat finalista en el Grand Slam del US Open l'any 2022 en la prova de dobles mixts. Va formar part de l'equip belga de la Fed Cup durant més de quinze anys.
Va destacar en categoria júnior quan va guanyar el torneig de Wimbledon (2003) individual i el US Open (2002) en dobles femenins.
Va ser guardonada l'any 2013 amb el premi de millor esportista femenina belga de l'any.

## Biografia
Filla de Carry i Marino Flipkens.
Va començar a jugar a tennis amb quatre anys però ho va compaginar amb la pràctica de futbol, voleibol i basquetbol fins als dotze anys, que va decidir centrar-se en el tennis. Posteriorment va assistir a l'acadèmia de tennis de Wilrijk, on va coincidir amb Kim Clijsters, que fou la seva entrenadora puntualment.
Pateix miopia i sempre ha jugat amb ulleres.

## Torneigs de Grand Slam

### Dobles mixts: 1 (0−1)
| Resultat  | Núm. | Any  | Torneig | Parella                | Oponents                 | Marcador         |
| --------- | ---- | ---- | ------- | ---------------------- | ------------------------ | ---------------- |
| Finalista | 1.   | 2022 | US Open | Édouard Roger-Vasselin | Storm Sanders John Peers | 6−4, 4−6, [7−10] |

## Palmarès

### Individual: 4 (1−3)
| Llegenda                                  |
| ----------------------------------------- |
| Grand Slam (0−0)                          |
| WTA Tour Championships / WTA Finals (0−0) |
| Premier Mandatory (0−0)                   |
| Premier 5 (0−0)                           |
| Premier (0−0)                             |
| International (1−3)                       |

| Títols per superfície |
| --------------------- |
| Dura (0−1)            |
| Gespa (0−2)           |
| Terra batuda (0−0)    |
| Moqueta (1−0)         |

| Resultat   | Núm. | Data                   | Torneig                         | Superfície  | Oponent           | Marcador         |
| ---------- | ---- | ---------------------- | ------------------------------- | ----------- | ----------------- | ---------------- |
| Guanyadora | 1.   | 17 de setembre de 2012 | Quebec, Canadà                  | Moqueta (i) | Lucie Hradecká    | 6−1, 7−5         |
| Finalista  | 1.   | 22 de juny de 2013     | 's-Hertogenbosch, Països Baixos | Gespa       | Simona Halep      | 4−6, 2−6         |
| Finalista  | 2.   | 6 de març de 2016      | Monterrey, Mèxic                | Dura        | Heather Watson    | 6−3, 2−6, 3−6    |
| Finalista  | 3.   | 17 de juny de 2018     | 's-Hertogenbosch (2)            | Gespa       | Aleksandra Krunić | 7−6(0), 5−7, 1−6 |

### Dobles femenins: 15 (7−8)
| Llegenda                                  |
| ----------------------------------------- |
| Grand Slam (0−0)                          |
| WTA Tour Championships / WTA Finals (0−0) |
| Premier Mandatory (0−0)                   |
| Premier 5 (0−0)                           |
| Premier (0−2)                             |
| International (5−6)                       |

| Títols per superfície |
| --------------------- |
| Dura (4−4)            |
| Gespa (2−2)           |
| Terra batuda (1−2)    |

| Resultat   | Núm. | Data                   | Torneig                         | Superfície   | Parella               | Oponents                                | Marcador            |
| ---------- | ---- | ---------------------- | ------------------------------- | ------------ | --------------------- | --------------------------------------- | ------------------- |
| Guanyadora | 1.   | 25 de setembre de 2016 | Seül, Corea del Sud             | Dura         | Johanna Larsson       | Akiko Omae Peangtarn Plipuech           | 6−2, 6−3            |
| Finalista  | 1.   | 27 de maig de 2017     | Nuremberg, Alemanya             | Terra batuda | Johanna Larsson       | Nicole Melichar Anna Smith              | 6−3, 3−6, [9−11]    |
| Guanyadora | 2.   | 18 de juny de 2017     | 's-Hertogenbosch, Països Baixos | Gespa        | Dominika Cibulková    | Kiki Bertens Demi Schuurs               | 4−6, 6−4, [10−6]    |
| Finalista  | 2.   | 21 d'octubre de 2017   | Luxemburg, Luxemburg            | Dura (i)     | Eugenie Bouchard      | Lesley Kerkhove Lidziya Marozava        | 7−6(4), 4−6, [6−10] |
| Finalista  | 3.   | 25 de febrer de 2018   | Budapest, Hongria               | Dura (i)     | Johanna Larsson       | G. García Pérez Fanny Stollár           | 6−4, 4−6, [3−10]    |
| Guanyadora | 3.   | 15 d'abril de 2018     | Lugano, Suïssa                  | Terra batuda | Elise Mertens         | Vera Lapko Arina Sabalenka              | 6−1, 6−3            |
| Finalista  | 4.   | 26 de maig de 2018     | Nuremberg (2)                   | Terra batuda | Johanna Larsson       | Demi Schuurs Katarina Srebotnik         | 6−3, 3−6, [7−10]    |
| Finalista  | 5.   | 17 de juny de 2018     | 's-Hertogenbosch (2)            | Gespa        | Kiki Bertens          | Elise Mertens Demi Schuurs              | 3−3, retirada       |
| Guanyadora | 4.   | 14 d'octubre de 2018   | Linz, Àustria                   | Dura (i)     | Johanna Larsson       | Raquel Atawo Anna-Lena Grönefeld        | 4−6, 6−4, [10−5]    |
| Finalista  | 6.   | 12 de gener de 2019    | Hobart, Austràlia               | Dura         | Johanna Larsson       | Chan Hao-ching Latisha Chan             | 3−6, 6−3, [6−10]    |
| Guanyadora | 5.   | 23 de juny de 2019     | Mallorca, Espanya               | Gespa        | Johanna Larsson       | M.J. Martínez Sánchez S. Sorribes Tormo | 6−2, 6−4            |
| Finalista  | 7.   | 29 de juny de 2019     | Eastbourne, Regne Unit          | Gespa        | Bethanie Mattek-Sands | Chan Hao-ching Latisha Chan             | 6−2, 3−6, [6−10]    |
| Finalista  | 8.   | 20 d'octubre de 2019   | Moscou, Rússia                  | Dura (i)     | Bethanie Mattek-Sands | Shuko Aoyama Ena Shibahara              | 2−6, 1−6            |
| Guanyadora | 6.   | 16 d'octubre de 2022   | Cluj-Napoca, Romania            | Dura (i)     | Laura Siegemund       | Kamilla Rakhimova Yana Sizikova         | 6−3, 7−5            |
| Guanyadora | 7.   | 14 de gener de 2023    | Hobart                          | Dura         | Laura Siegemund       | Viktorija Golubic Panna Udvardy         | 6−4, 7−5            |

### Dobles mixts: 1 (0−1)
| Resultat  | Núm. | Data                   | Torneig               | Superfície | Parella                | Oponents                 | Marcador         |
| --------- | ---- | ---------------------- | --------------------- | ---------- | ---------------------- | ------------------------ | ---------------- |
| Finalista | 1.   | 11 de setembre de 2022 | US Open, Estats Units | Dura       | Édouard Roger-Vasselin | Storm Sanders John Peers | 6−4, 4−6, [7−10] |

### Equips: 1 (0−1)
| Resultat  | Núm. | Data                      | Torneig                     | Superfície | Equip                                         | Oponents                                                          | Marcador |
| --------- | ---- | ------------------------- | --------------------------- | ---------- | --------------------------------------------- | ----------------------------------------------------------------- | -------- |
| Finalista | 1.   | 16−17 de setembre de 2006 | Fed Cup, Charleroi, Bèlgica | Dura (i)   | Leslie Butkiewicz Justine Henin Caroline Maes | Flavia Pennetta Mara Santangelo Francesca Schiavone Roberta Vinci | 2−3      |

## Trajectòria

### Individual
| Torneig | 2003 | 2004 | 2005        | 2006        | 2007        | 2008 | 2009        | 2010        | 2011        | 2012 | 2013        | 2014        | 2015        | 2016  | 2017        | 2018        | 2019        | 2020        | 2021 | 2022 | Títols    | V – D     |
| --- | ---- | ---- | ----------- | ----------- | ----------- | ---- | ----------- | ----------- | ----------- | ---- | ----------- | ----------- | ----------- | ----- | ----------- | ----------- | ----------- | ----------- | ---- | ---- | --------- | --------- |
| Open d'Austràlia | A    | A    | A           | A           | 1R          | A    | 2R          | 1R          | 1R          | Q3   | 4R          | 2R          | 1R          | 2R    | 1R          | 2R          | 1R          | 1R          | 1R   | 1R   | 0 / 14    | 7 – 14    |
| Roland Garros | A    | A    | Q1          | 2R          | A           | Q2   | 2R          | 2R          | 1R          | A    | 2R          | 2R          | 1R          | 1R    | 2R          | 2R          | 1R          | 1R          | A    | A    | 0 / 12    | 7 – 12    |
| Wimbledon | A    | Q2   | Q3          | 1R          | A           | Q2   | 3R          | 2R          | 1R          | A    | SF          | 3R          | 2R          | 2R    | 2R          | 2R          | 2R          | NC          | A    | 2R   | 0 / 12    | 16 – 12   |
| US Open | A    | A    | Q1          | 2R          | A           | Q2   | 3R          | 1R          | Q1          | 2R   | 1R          | 1R          | 1R          | 1R    | 2R          | 2R          | 2R          | 2R          | A    | A    | 0 / 12    | 8 – 12    |
| Jocs Olímpics | NC   | A    | No celebrat | No celebrat | No celebrat | A    | No celebrat | No celebrat | No celebrat | A    | No celebrat | No celebrat | No celebrat | 3R    | No celebrat | No celebrat | No celebrat | No celebrat | A    | NC   | 0 / 1     | 2 – 1     |
| Total Victòries−Derrotes | 0−3  | 3−4  | 1−3         | 5−7         | 0−4         | 1−3  | 9−11        | 16−16       | 6−10        | 13−6 | 32−24       | 22−26       | 14−17       | 23−21 | 17−20       | 21−20       | 16−22       | 3−8         | 1−6  | 5−5  | 208 – 236 | 208 – 236 |
| Rànquing a final d'any | 363  | 169  | 201         | 105         | 363         | 104  | 81          | 77          | 194         | 54   | 20          | 46          | 93          | 63    | 76          | 48          | 95          | 85          | 305  |      |           |           |
| Llegenda: G: Guanyadora; F: Finalista; SF: Semifinalista; QF: Quarts de final; Q: Qualificació; A: Absent; RR: Round Robin; |      |      |             |             |             |      |             |             |             |      |             |             |             |       |             |             |             |             |      |      |           |           |

### Dobles femenins
| Open d'Austràlia | A           | 1R          | 1R          | A   | 1R          | 1R          | 2R          | 3R    | 2R          | 1R          | 3R          | 2R          | 2R  | QF    | 1R  | 0 / 13    | 11 – 13   |
| Roland Garros | A           | 1R          | A           | A   | A           | 2R          | A           | 2R    | QF          | 2R          | SF          | 2R          | A   | 3R    | A   | 0 / 8     | 12 – 8    |
| Wimbledon | A           | 1R          | A           | A   | 2R          | 1R          | A           | 1R    | 3R          | 3R          | 2R          | NC          | A   | 3R    | A   | 0 / 8     | 8 – 8     |
| US Open | A           | 1R          | A           | 1R  | 2R          | 1R          | 2R          | 1R    | 1R          | 1R          | 1R          | 1R          | A   | QF    | A   | 0 / 11    | 5 – 11    |
| Jocs Olímpics | No celebrat | No celebrat | No celebrat | A   | No celebrat | No celebrat | No celebrat | 2R    | No celebrat | No celebrat | No celebrat | No celebrat | A   | NC    | NC  | 0 / 1     | 1 – 1     |
| Total Victòries−Derrotes | 2−2         | 1−6         | 2−4         | 0−1 | 5−6         | 3−10        | 4−4         | 13−10 | 22−11       | 25−18       | 27−18       | 9−8         | 1−6 | 23−18 | 5−2 | 156 – 148 | 156 – 148 |
| Rànquing a final d'any | 333         | 303         | 340         | –   | 136         | 254         | 168         | 87    | 44          | 34          | 23          | 30          | 181 | 30    | –   |           |           |
| Llegenda: G: Guanyadora; F: Finalista; SF: Semifinalista; QF: Quarts de final; Q: Qualificació; A: Absent; RR: Round Robin; |             |             |             |     |             |             |             |       |             |             |             |             |     |       |     |           |           |

### Dobles mixts
| Open d'Austràlia | A  | A | A | A | A  | A  | A  | 1R | A | 1R | 1R | 0 / 3 | 0 – 3 |
| Roland Garros | 1R | A | A | A | A  | A  | A  | NC | A | A  | A  | 0 / 1 | 0 – 1 |
| Wimbledon | A  | A | A | A | 2R | 3R | A  | NC | A | A  | 1R | 0 / 3 | 0 – 3 |
| US Open | A  | A | A | A | A  | A  | 2R | NC | A | F  | A  | 0 / 2 | 5 – 2 |
| Llegenda: G: Guanyadora; F: Finalista; SF: Semifinalista; QF: Quarts de final; Q: Qualificació; A: Absent; RR: Round Robin; |    |   |   |   |    |    |    |    |   |    |    |       |       |

## Guardons
- Millor esportista femenina belga de l'any (2013)[3]
- Fed Cup Commitment Award (2016)